# 平棟子
平 棟子（たいら の むねこ、生年不詳 - 徳治3年9月16日（1308年11月7日））は、後嵯峨天皇の内侍で、鎌倉六代将軍宗尊親王の母。従一位。高棟王流平氏の出自で、父は木工頭平棟基、兄弟に参議平成俊がいる。京極准后（きょうごく じゅごう）として知られるほか、大納言二位局（だいなごんの にいのつぼね）、宰相三位（さいしょうのさんみ）、兵衛内侍（ひょうえのないし）などの女房名がある。
はじめ掌侍として出仕した幼年の四条天皇が事故死したため、あらためて後嵯峨天皇に仕え宗尊親王を産んだ。大変な美貌の持ち主で後嵯峨天皇の寵愛が殊の外厚く、仁治3年（1242年）4月14日にあらためて掌侍に任じられたのを皮切りに、寛元3年（1245年）2月18日には典侍に進む。寛元4（1246-7年）12月1日に従三位、建長2年（1250年）10月13日には従二位を授けられ、さらに後年破格の従一位准三后に昇った。弘安6年（1283年）以降は大覚寺統の後宇多天皇（大覚寺統）から「准祖母」的な待遇を受けていたとする指摘もある。晩年は京極殿に居住して京極准后と呼ばれた。
『増鏡』では父を右中弁平棟範と記しているが、これは棟範の娘で順徳天皇の乳母だった同名の女性を混同したものである。